# Bisztynek

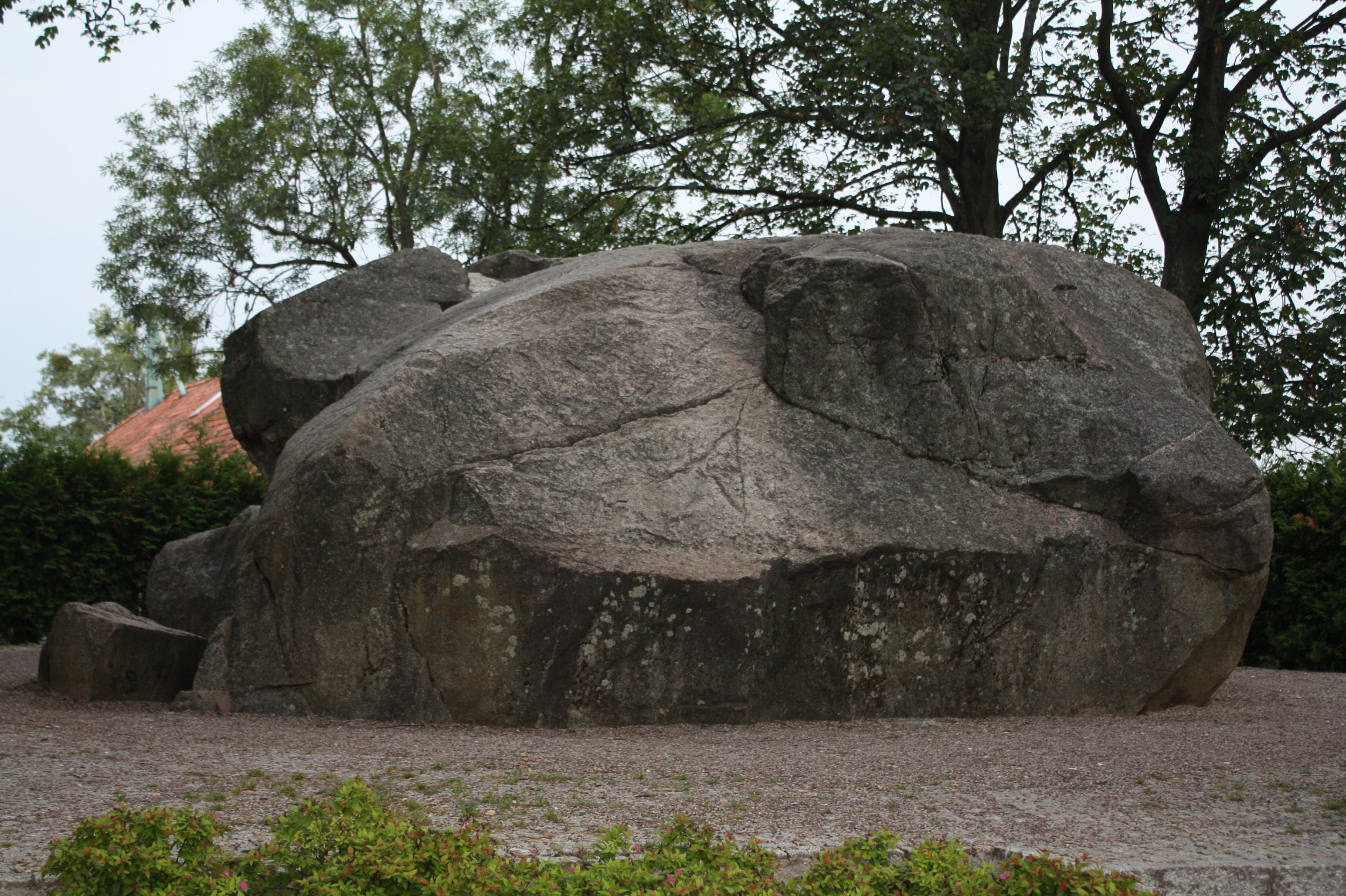
Głaz narzutowy o obwodzie 28 m, tak zwany „Diabelski Kamień”

Bisztynek (niem. Bischofstein) – miasto w Polsce, w województwie warmińsko-mazurskim, w powiecie bartoszyckim, siedziba gminy miejsko-wiejskiej Bisztynek.
W latach 1975–1998 miasto administracyjnie należało do województwa olsztyńskiego. Według danych GUS z 1 stycznia 2024 r. Bisztynek liczył 2156 mieszkańców.
Bisztynek leży na Warmii, na obszarze historycznego pruskiego terytorium Barcji. Nazwa miasta wiąże się z największym głazem narzutowym w województwie warmińsko-mazurskim (niemiecka nazwa Bischofstein oznacza biskupi kamień). Kamień ten nazywany jest Diabelskim Kamieniem. Lokalny ośrodek usługowo-handlowy i turystyczny. Bisztynek jest członkiem sieci miast Cittaslow.

## Historia

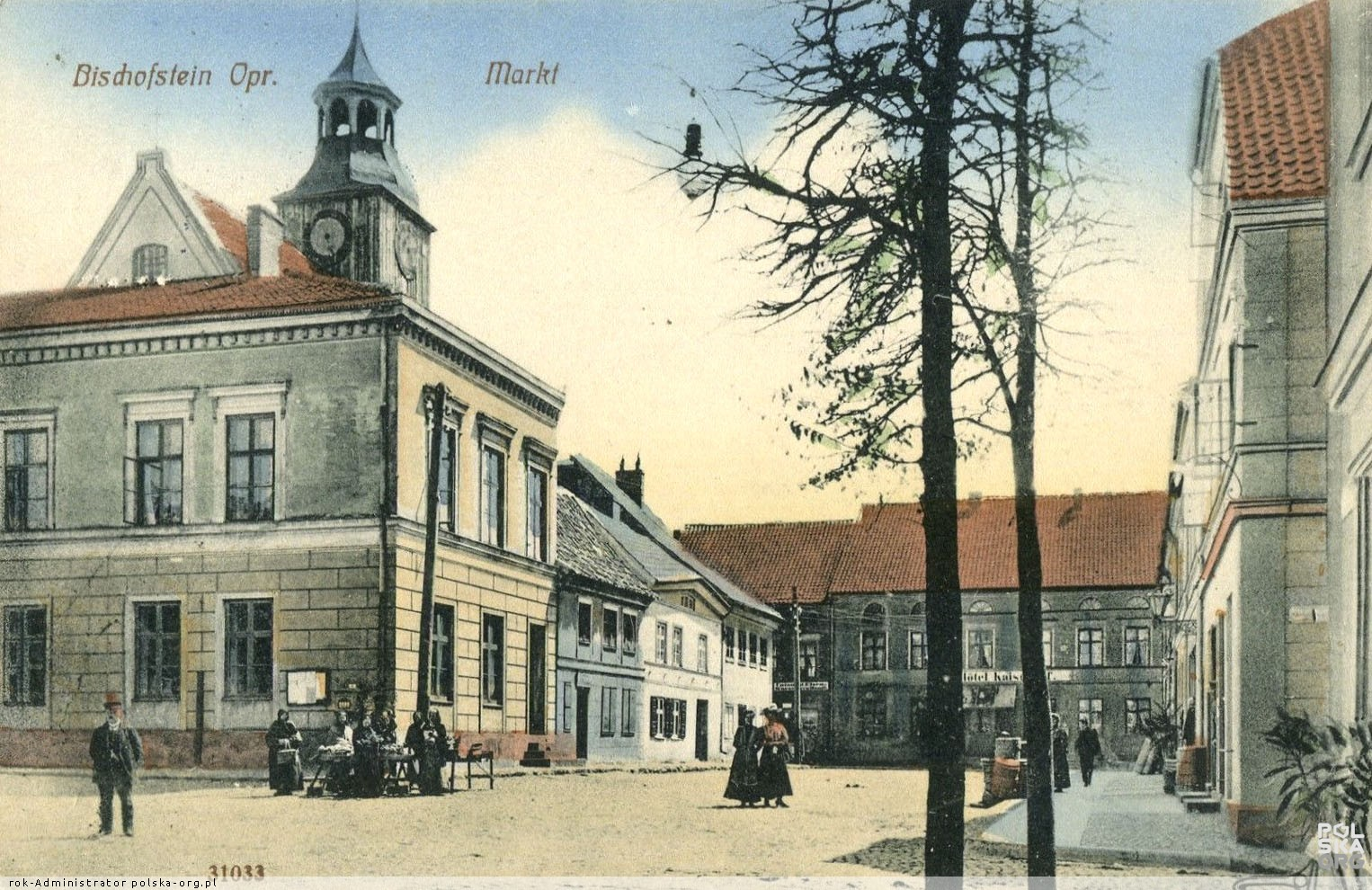
Dawny rynek w Bisztynku z nieistniejącymi już budynkami i ratuszem 1916 rok

## Demografia

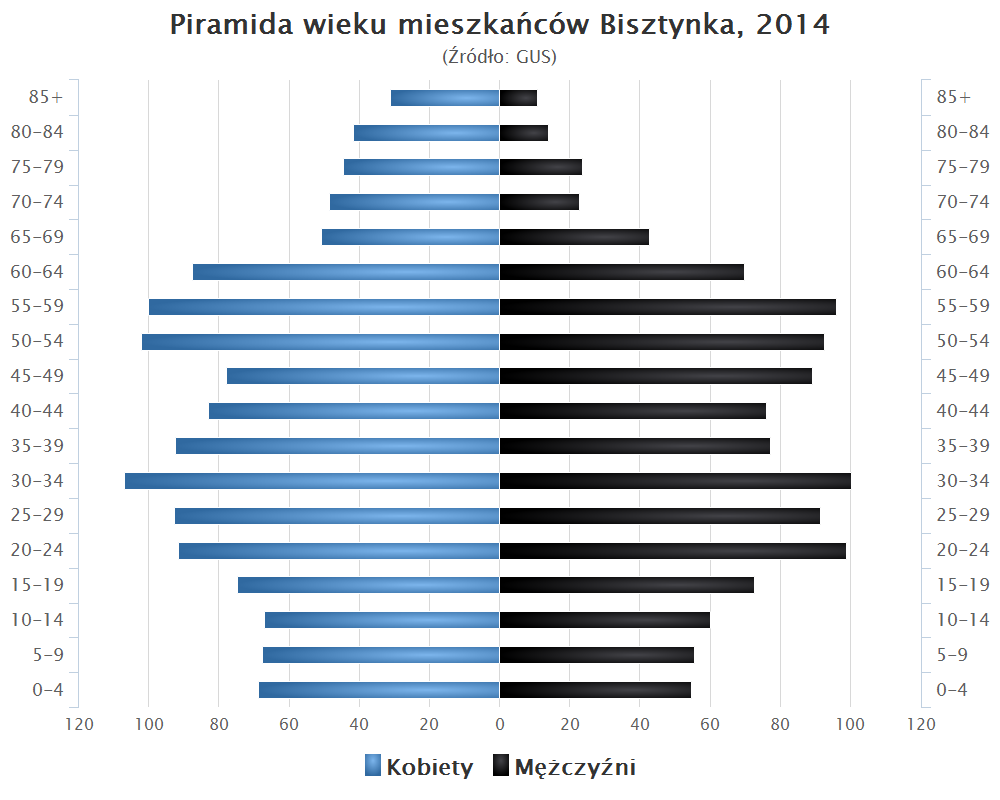
Piramida wieku mieszkańców Bisztynka w 2014 roku

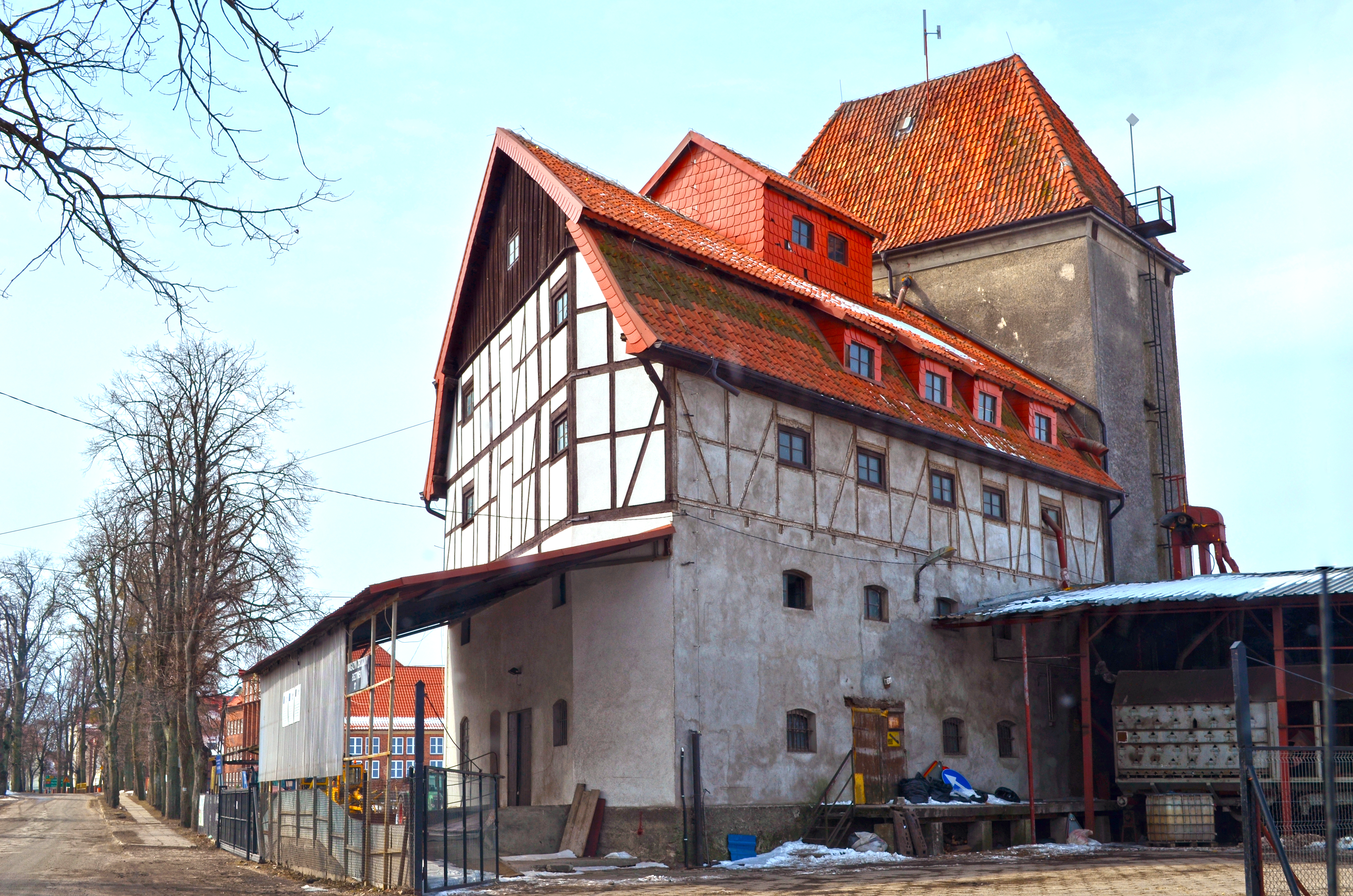
zabytkowy spichlerz

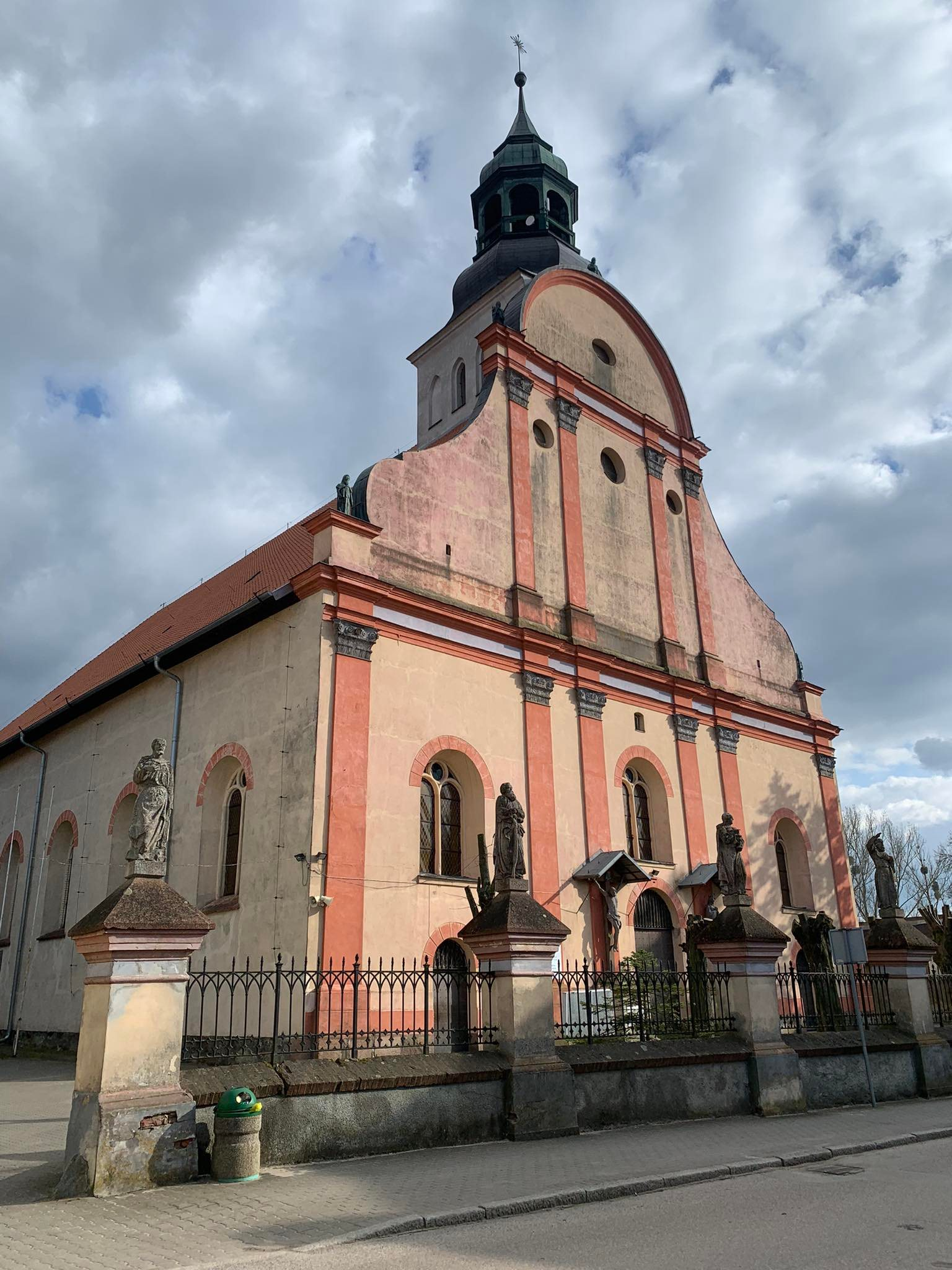
Kościół św. Macieja Apostoła i Najdroższej Krwi Pana Jezusa

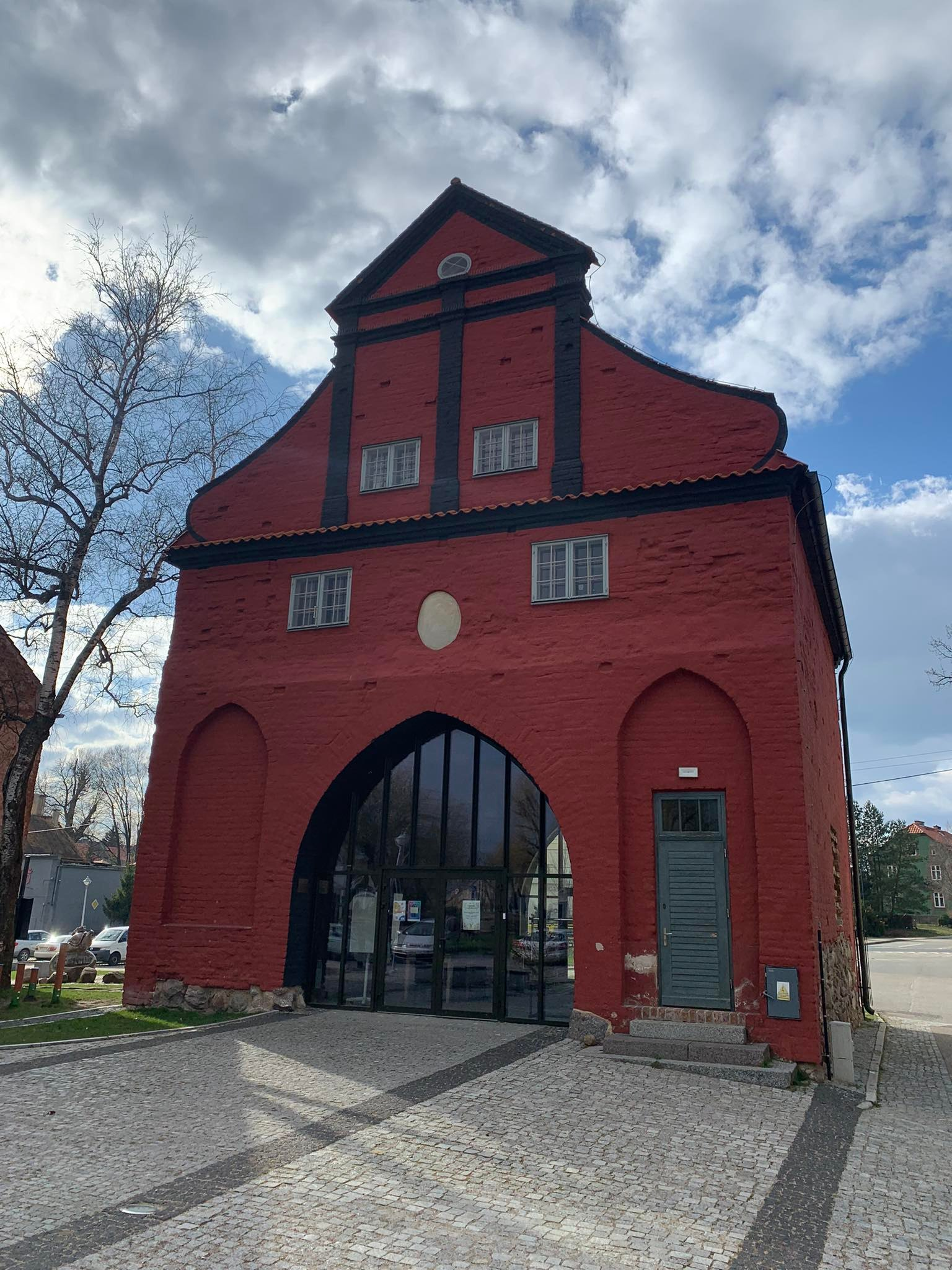
Brama Lidzbarska

## Zabytki
- Kościół farny pw. św. Macieja Apostoła i Przenajdroższej Krwi Pana Jezusa – pierwotnie kościół farny w Bisztynku miał być pw. św. Marty, ale biskup Sorbom zmienił tytuł przy konsekracji kościoła na św. Macieja Apostoła. W czasie mszy konsekracyjnej podczas podniesienia Hostii miały upaść na ołtarz krople krwi. Od tamtych czasów świątynia jest traktowana jako sanktuarium Krwi Chrystusa. Budowę gotyckiej świątyni uzupełniono wieżą wybudowaną w XVI w. Świątynia została rozbudowana w pierwszej połowie XVII w. Kościół po dobudowie nawy północnej konsekrował ponownie dnia 4 sierpnia 1748 biskup Adam Stanisław Grabowski. Po pożarze kościoła w 1770 r. i późniejszej odbudowie – w formie trójnawowej hali świątynię konsekrował 5 sierpnia 1781 biskup Karol Hohenzollern w obecności biskupa Ignacego Krasickiego. Obecnie świątynia jest trójnawową halą o ośmiu przęsłach w stylu późnego baroku. Ołtarz główny jest w stylu rokokowym, a wykonany został przez Chrystiana Bernarda Schmidta z Reszla. Dziełem tego samego artysty są ołtarze boczne kończące nawę południową i północną oraz ołtarze boczne przy czwartej parze filarów. W kościele znajduje się gotycka rzeźba Madonny z Dzieciątkiem z drugiej połowy XIV w. W ścianie północnej kościoła znajduje się kamienna tablica z herbem biskupa Szembeka z datą 1739. Z obrazów w kościele na uwagę zasługuje portret Ignacego Krasickiego oraz dziewięć obrazów Apostołów. Ozdobą obejścia kościelnego są rzeźby postaci (naturalnej wielkości) dwunastu Apostołów ustawione na otaczającym kościół murze.
- Brama Lidzbarska – jest jedyną zachowaną bramą z niegdyś istniejących trzech bram miejskich w Bisztynku. Wybudowana została w latach 1481–1547. Brama ta ok. 1780 została obniżona i przebudowana w stylu barokowym. późnobarokowe szczyty są najprawdopodobniej projektu Ernesta Mazura.
- kościół cmentarny pw. św. Michała Archanioła z lat 1618–1632, z dobudowaną wieżą i zakrystią w 1892 r.
- plebania pseudogotycka z końca XIX w.
- kościół poewangelicki z II poł. XIX w. w odbudowie po zniszczeniach z lat 70. XX wieku.
- kamieniczki z XIX i XX w.
- spichrz z XVIII wieku.

## Transport
W mieście krzyżują się drogi krajowe i wojewódzkie:
- droga krajowa nr 57: Bartoszyce – Bisztynek – Pułtusk
- droga wojewódzka nr 594: Bisztynek – Reszel – Święta Lipka – Kętrzyn

Miasto doświadcza wykluczenia komunikacyjnego, nie mając bezpośredniego dostępu do transportu kolejowego. Najbliższy przystanek oddalony jest o 9,3 km (10 minut jazdy) w Sątopach-Samulewie (obsługuje dwanaście połączeń pasażerskich dla kierunków: Olsztyn Główny, Ełk, Korsze).
Komunikację autobusową zapewniają przedsiębiorstwa PKS Bartoszyce, PKS Olsztyn, PKS Mrągowo oraz przewoźnicy prywatni.
Bisztynek posiada bezpośrednie połączenia autobusowe z Olsztynem, Bartoszycami, Mrągowem, Biskupcem i Lidzbarkiem Warmińskim.

## Edukacja
W 2019 roku w Bisztynku utworzono Zespół Szkolno-Przedszkolny, w którego skład wchodzą:
- Przedszkole Samorządowe w Bisztynku
- Szkoła Podstawowa im. Ziemi Warmińskiej w Bisztynku.

Z dniem 1 września 1999 roku w Bisztynku utworzono Gimnazjum Publiczne, które następnie zostało w związku z Reformą systemu oświaty z 2017 roku włączone do Szkoły Podstawowej im. Ziemi Warmińskiej w Bisztynku i wygaszone.

## Sport
W Bisztynku działa Ludowy Klub Sportowy „Reduta” prowadzący sekcję piłki nożnej.
- Data założenia – 12 lipca 1948
- Barwy – biało-niebieskie
- Adres – Al. Wojska Polskiego 7A, 11-230 Bisztynek
- Stadion – pojemność 1000 (wszystkie siedzące), oświetlenie – brak, wymiary boiska – 105 na 67
- Poziom rozgrywek – klasa A, grupa 1 warmińsko-mazurska
- Najbardziej znani piłkarze – Łukasz Tumicz, Bogdan Pudlis

## Wspólnoty wyznaniowe
- Kościół rzymskokatolicki:
  - parafia św. Macieja i Przenajdroższej Krwi Pana Jezusa
- Świadkowie Jehowy:
  - zbór, Sala królestwa[7]